# Jochen Vollmann
Jochen Vollmann (* 1. September 1963 in Dortmund) ist ein deutscher Arzt und Medizinethiker. Er ist Universitäts-Professor und Direktor des Instituts für Medizinische Ethik und Geschichte der Medizin, Medizinische Fakultät der Ruhr-Universität Bochum.

## Leben
Nach einem Doppelstudium der Medizin (Dr. med.) und Philosophie (Dr. phil. bei Odo Marquard) in Deutschland, Großbritannien, in der Schweiz sowie in den USA absolvierte er eine klinische Weiterbildung zum Facharzt für Psychiatrie und Psychotherapie. 1998 habilitierte er sich für das Fach „Ethik in der Medizin“ im Fachbereich Humanmedizin der FU Berlin. 1994/95 war Vollmann Visiting Fellow am Kennedy Institute of Ethics sowie am Center for Clinical Bioethics der Georgetown University in Washington, D.C. Nach Professuren in Berlin und Erlangen folgte er einem Ruf an die Ruhr-Universität Bochum. Des Weiteren hatte er Gastprofessuren in San Francisco, New York, Galveston, Sydney und Tokyo inne.
Vollmann ist Experte für ethische Fragen in der Psychiatrie, wobei er insbesondere zum Arzt-Patient-Verhältnis, zur Patientenselbstbestimmung und zur Selbstbestimmungsfähigkeit von psychisch Kranken forscht. Die Problematik der Patientenselbstbestimmung und Selbstbestimmungsfähigkeit untersuchte er auch bei körperlich Kranken am Lebensende (Therapieabbruch, ärztliche Assistenz zur Selbsttötung des Patienten). Weitere Arbeitsschwerpunkte sind Personalisierte Medizin, Arzt-Patient-Verhältnis, ärztliches Berufsethos (medical professionalism), Patientenverfügungen, Hirntodkriterium und Transplantationsmedizin. Im Bereich der Fortpflanzungsmedizin führte Vollmann mit seinem Team die weltweite erste medizinethische Befragung von jungen Erwachsenen, die mittels In-vitro-Fertilisation gezeugt wurden, durch. Er gehört zu den wenigen deutschen Medizinethikern, die bereits früh (quantitative und qualitative) empirische Forschungsmethoden für ihre Arbeit nutzten und diese Methodenkompetenz systematisch implementierten. Neben seinen Buchpublikationen (siehe „Werke“) erschienen über 300 Aufsätze, u. a. im British Medical Journal, Lancet, American Journal of Psychiatry, Biological Psychiatry, Psychological Medicine, Journal of Neurological Sciences, Bioethics, Journal of Clinical Oncology, Journal of Palliative Medicine, Journal of Medical Ethics, American Journal of Bioethics und im Hastings Center Report, BMC Medical Ethics.
Vollmann ist ein führender Vertreter der klinischen Ethik und Mitbegründer des European Clinical Ethics Network. Er baute eines der ersten klinischen Ethik-Komitees mit Ethikberatung an einem deutschen Universitätsklinikum auf und hat viele Krankenhäuser und andere Einrichtungen des Gesundheitswesens über klinische Ethikberatung und klinische Ethik-Komitees beraten. Einem breiteren Publikum ist er auch durch seine öffentlichen Vorträge und Beiträge in Presse, Rundfunk und Fernsehen zu Sterbebegleitung, Patientenverfügungen und  Patientenselbstbestimmung bekannt. Prof. Vollmann war der Tagungspräsident der Jahrestagung 2008 der Akademie für Ethik in der Medizin zum Thema „Klinische Ethik“ sowie der Annual Conference 2013 der European Association of Centres of Medical Ethics (EACME) zum Thema „Personalised medicine – medicine for the person?“ an der Ruhr-Universität Bochum.
Vollmann ist Mitglied zahlreicher internationaler und nationaler wissenschaftlicher Gesellschaften, verschiedenen Ethikkommissionen und war für zwei Legislaturperioden Senator der Ruhr-Universität Bochum. Als Vorstandsmitglied der Ruhr-University Research School (Exzellenzinitiative, 2006–2010) sowie als Vertrauensdozent der Studienstiftung des deutschen Volkes in Bochum setzt er sich für die Förderung des wissenschaftlichen Nachwuchses ein.
Im Jahr 2013 veröffentlichte er einen Text, in dem er die Vertrauenskrise beschrieb, in der sich die Transplantationsmedizin seinerzeit befand. Sie habe sich selbst überhöht, ethische Fragen nicht ausreichend beachtet und sei durch Heldenmythen und Grenzüberschreitungen geprägt.

## Auszeichnungen
- Stipendium der Studienstiftung des deutschen Volkes 1985–1989
- Habilitandenstipendium der Deutschen Forschungsgemeinschaft (DFG) 1994–1996
- Preis für Hirnforschung in der Geriatrie der Universität Witten/Herdecke 1999
- Stehr-Boldt-Preis der Universität Zürich 2001
- Best Practice Award „Mehr Dialog bei Krebs“ der Deutschen Krebsgesellschaft und Novartis Oncology 2008/2009
- Universitätspreis „lehrreich“ der Ruhr-Universität Bochum 2009
- Award of Appreciation, Tokyo Society of Medical Sciences and Faculty of Medicine, University of Tokyo 2009
- Lehrpreis „Gaudium docendi“ der Gesellschaft der Freunde und Förderer der Ruhr-Universität Bochum 2010
- Miembro Honorario, Asociación Peruana de Bioética, Lima (Peru) 2011
- Förderpreis für Palliativmedizin der Deutschen Gesellschaft für Palliativmedizin 2013
- Preis „Weiterentwicklung der Lehre“ der Deutschen Gesellschaft für Medizinische Ausbildung 2016

## Schriften (Auswahl)
Als Autor:
- Ethische Probleme des Hirntods in der Transplantationsmedizin. Gustav Fischer, Stuttgart 1999, ISBN 978-3-437-21408-0.
- Aufklärung und Einwilligung in der Psychiatrie. Ein Beitrag zur Ethik in der Medizin. Steinkopff, Darmstadt 2000, ISBN 978-3-7985-1206-1.
- Sterbebegleitung. Gesundheitsberichterstattung des Bundes Heft 01/01. Robert Koch-Institut, Berlin 2001 (2. Auflage 2003)
- mit M. Molzahn, A. Tuffs: Organtransplantation und Organspende. Gesundheitsberichterstattung des Bundes Heft 17. Robert Koch-Institut, Berlin 2003
- Patientenselbstbestimmung und Selbstbestimmungsfähigkeit. Beiträge zur klinischen Ethik. Kohlhammer, Stuttgart 2008
- Freie Selbstbestimmung am Lebensende? 25 Jahre Zentrum für Medizinische Ethik Bochum 1986–2011. Medizinethische Materialien (Nr. 189), Bochum 2011
- Die Galle auf Zimmer 7. Welche Medizin wollen wir? Verlag Klaus Wagenbach, Berlin 2019

Als Herausgeber:
- Medizin und Ethik. Aktuelle ethische Probleme in Therapie und Forschung. Universitätsbund Erlangen-Nürnberg 2003
- mit O. Rauprich, G. Marckmann: Gleichheit und Gerechtigkeit in der modernen Medizin. Mentis, Paderborn 2005
- mit J. Schildmann, U. Fahr: Entscheidungen am Lebensende in der modernen Medizin: Medizin, Ethik, Recht, Ökonomie und Klinik. Lit, Münster 2006
- mit A. Dörries, G. Neitzke, A. Simon: Klinische Ethikberatung. Ein Praxisbuch. Kohlhammer, Stuttgart 2008 (2. überarbeitete Auflage 2010)
- mit J. Schildmann, A. Simon: Klinische Ethik. Aktuelle Entwicklungen in Theorie und Praxis. Campus, Frankfurt am Main 2009
- mit J. Schildmann, J-S. Gordon: Clinical Ethics Consultation: Theories-Methods-Implementation-Evaluation. Series: Medical Law and Ethics. Ashgate Publishers, Farnham 2010
- mit J. Schildmann: Empirische Medizinethik. Konzepte, Methoden und Ergebnisse. Lit, Münster 2011
- mit J. Schildmann, V. Sandow, O. Rauprich: Human Medical Research. Ethical, Legal and Socio-Cultural Aspects. Springer, Basel 2012
- mit O. Rauprich: Die Kosten des Kinderwunsches. Interdisziplinäre Perspektiven zur Finanzierung reproduktionsmedizinischer Behandlungen. Lit, Münster 2012
- mit J. Schildmann, G. Marckmann: Personalisierte Medizin. Medizinische, ethische, rechtliche und ökonomische Analysen. Themenheft von „Ethik in der Medizin“ Nr. 3/2013
- mit T. Henking: Gewalt und Psyche. Die Zwangsbehandlung auf dem Prüfstand. Nomos, Baden-Baden 2014
- mit  V. Sandow, S. Wäscher, J. Schildmann: The Ethics of Personalised Medicine: Critical Perspectives. Ashgate, Farnham 2015
- mit T. Henking: Die Zwangsbehandlung psychisch kranker Menschen. Ein Leitfaden für die Praxis. Springer, Heidelberg 2015
- mit S. Salloch,V.  Sandow, J. Schildmann: Ethics and Professionalism in Healthcare: Transition and Challenges. Routledge, London 2016
- mit J. Gather, T. Henking, A. Nossek: Beneficial coercion in psychiatry? Foundations and challenges. Mentis, Paderborn 2017
- Ethik in der Psychiatrie. Ein Praxisbuch. Psychiatrie Verlag, Köln 2017
- mit J. Haltaufderheide, J. Hovemann: Aging between participation and simulation. Ethical dimensions of socially assistive technologies in elderly care. De Gruyter, Berlin 2020 open access: https://www.degruyter.com/view/product/549296?rskey=7sCwJu&result=1